# Rincón de Darwin

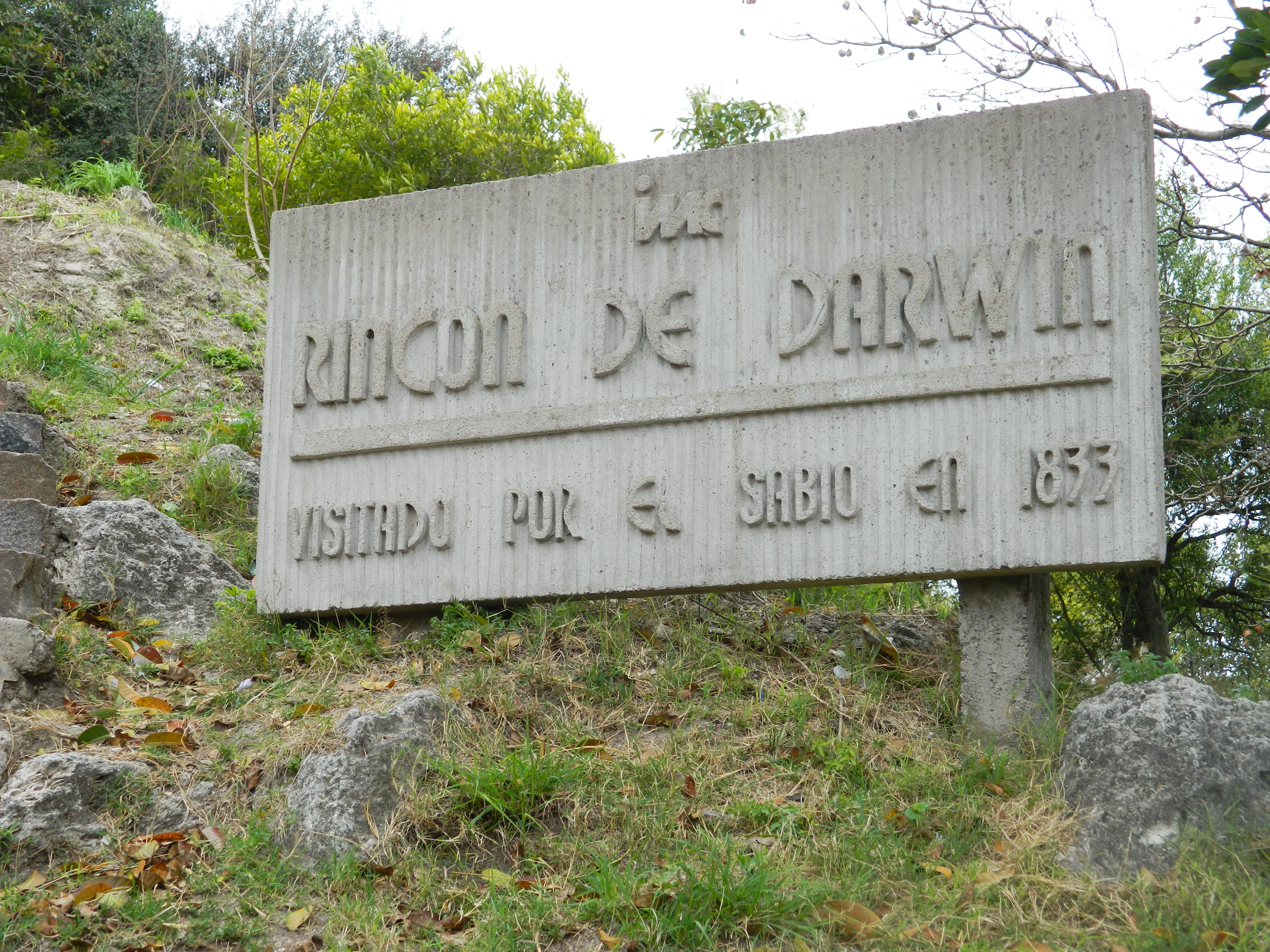
Recordatorio en honor a Charles Darwin.

El rincón de Darwin es un espacio público de Uruguay situado en Punta Gorda en el departamento de Colonia, entre las ciudades de Carmelo y Nueva Palmira. 
Se lo relaciona geográficamente con el Kilómetro Cero del Río de la Plata, en la confluencia de los Ríos Uruguay y Paraná.

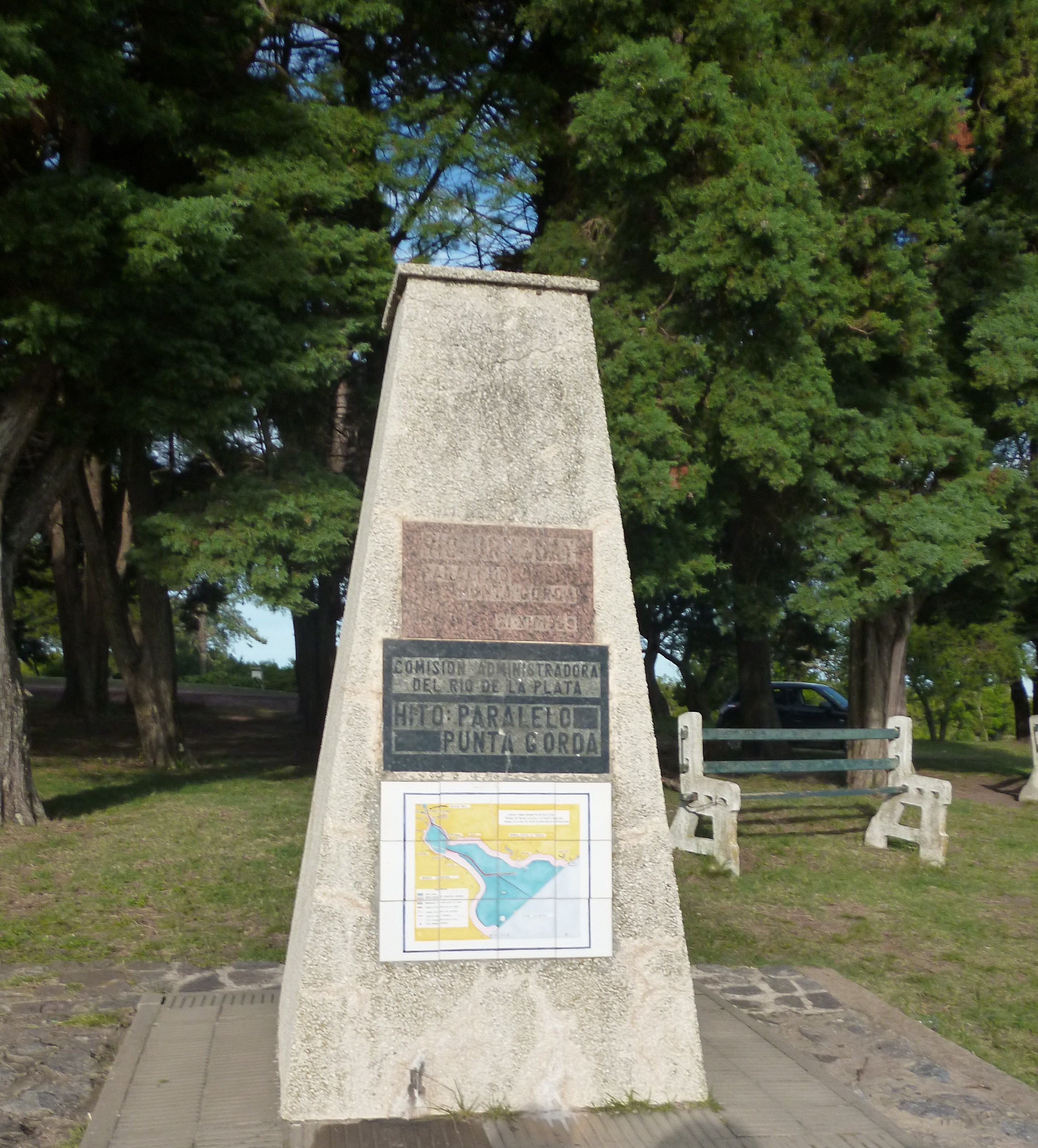
Monolito que representa el kilómetro 0 del Río de la Plata.

## Características
Su nombre es adjudicado en memoria del científico Charles Darwin, quien en uno de sus viajes mantuvo presencia en el territorio uruguayo por casi seis meses.
Allí, encontró restos de mamíferos del cuaternario, como Mylodon, Toxodon y Gliptodon. Además, el naturalista colectó 16 huevos de aves durante su estadía, que le ayudaron más tarde a enunciar su Teoría de la Evolución de las Especies. También reconoció la edad terciaria de lo que se denomina "formación Camacho", y propuso la correlación de las rocas marinas que afloran en Punta Gorda con aquellas que observó en la Bajada del Paraná, deteniéndose en su contenido fosilífero.
Un dato histórico del lugar lo constituye la presencia de los restos de la Batería de Rivera con sus troneras y muros de piedra, así como un cañón que se conserva en buen estado. Esta es una de las escasas fortificaciones que aún se mantienen en Uruguay.

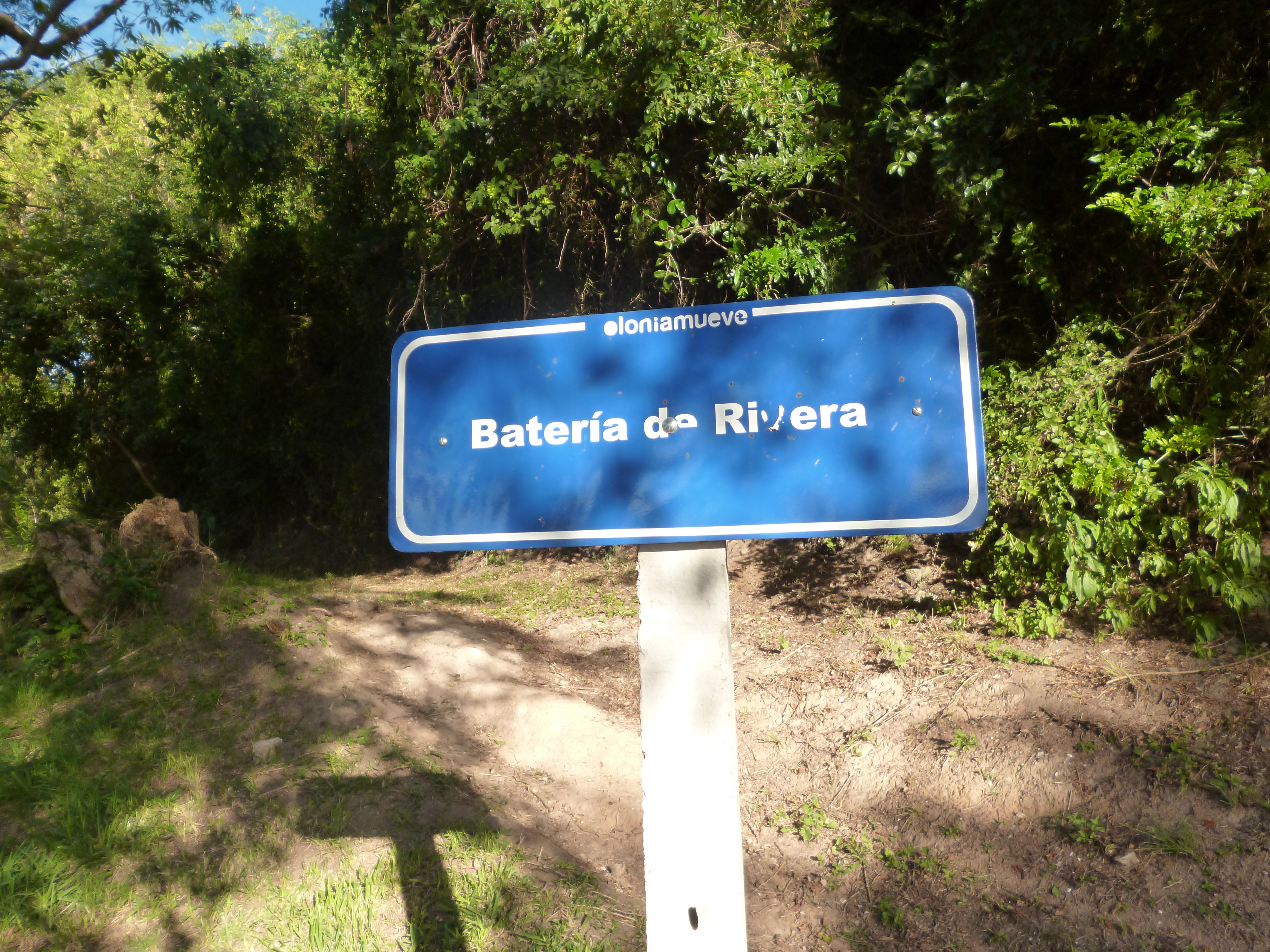
Ascenso a la Batería de Rivera.

## Estructura

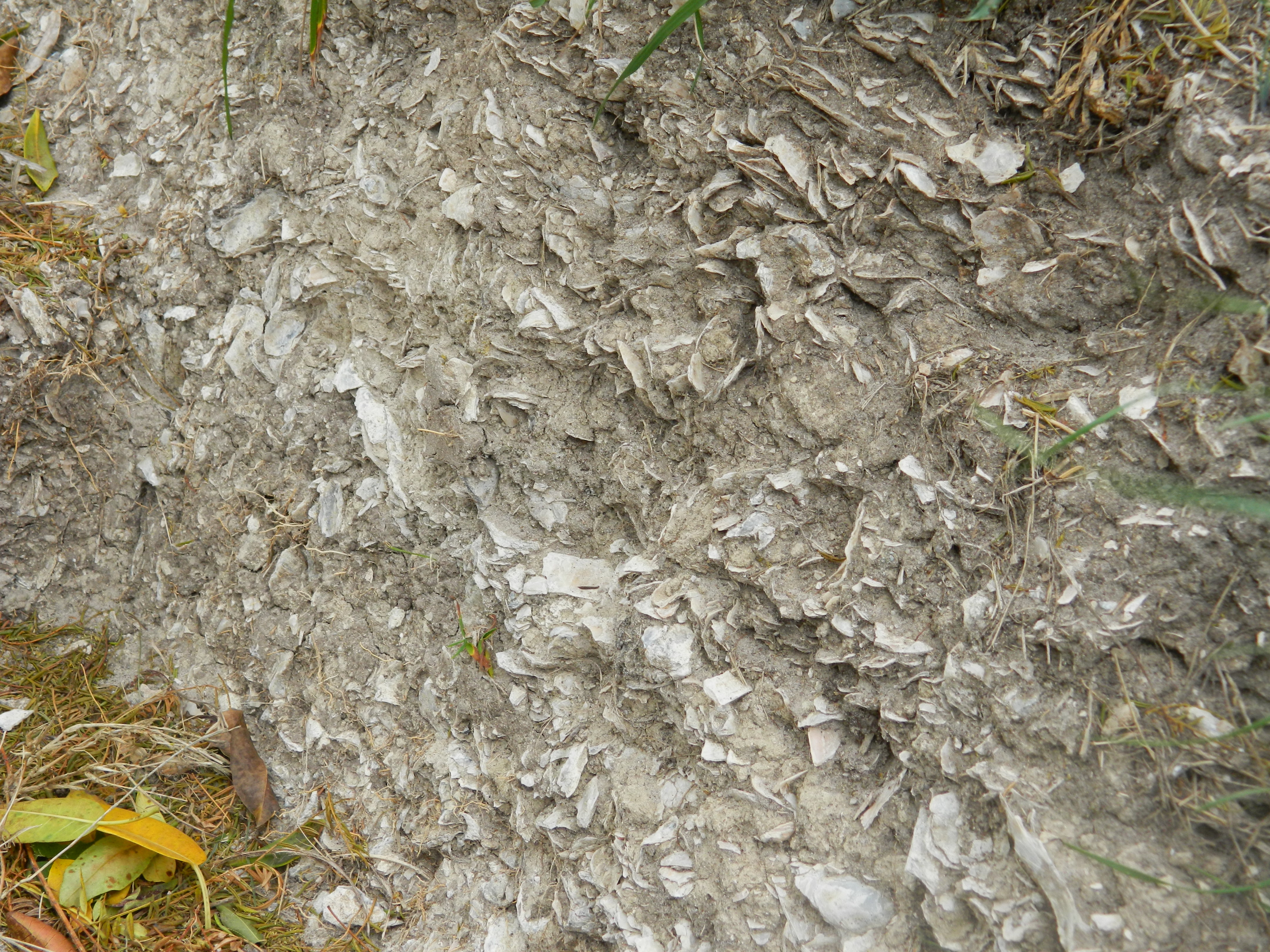
Pared rocosa de la barranca.

Se trata de una barranca de unos 15 metros donde se construyó una escalera en forma de caracol, conocida como la "Escalera de Darwin". La misma cuenta con 120 escalones que en zig zag descienden pudiéndose apreciar las distintas capas geológicas que la conforman. 
No solamente guarda una anécdota del documentado viaje, sino que representa un homenaje al cambio de paradigma en el concepto científico de evolución.
Esta escalera fue inaugurada el 12 de octubre de 1988 con una estela donde se lee "Rincón de Darwin visitado por el sabio en 1833". Se colocó una placa en oportunidad del bicentenario del nacimiento de Darwin y los 150 años de la publicación de su  obra La evolución de las especies.

## Paisaje
Durante su estadía en Punta Gorda, Darwin describió el paisaje, y escribió:

“En Punta Gorda, el río Uruguay presentó un ancho espejo de agua, su apariencia es superior a la del Paraná, en especial por la claridad y la rapidez de la corriente; en la costa opuesta existen varias ramas, que entran en el Paraná. Cuando el sol brilla, los dos colores del agua pueden verse muy distintos. Los montes son tan extensos y cerrados que nadie puede entrar, ni hombres ni caballos... ”